# 三星導盲犬學校
三星導盲犬學校（韩语：／ Samseong Annaegyeon-hakgyo）是一所成立於1993年的韓國導盲犬學校，位於龍仁市愛寶樂園附近。學校由三星集團經營，是全球唯一一個由企業經營的導盲犬培訓機構。
學校自成立至今已訓練出兩百多隻的導盲犬。與台灣導盲犬協會等世界各地其他導盲犬機構亦保持著合作關係。

## 外部連結
- 官方网站（英文）